# Blacked (casa di produzione)
Blacked è una casa di produzione pornografica statunitense specializzata in scene di sesso interrazziale. Fondata nel maggio 2014 da Vixen Media Group, è la prima iniziativa dell'azienda, che comprende Tushy dal 2015, Vixen dal 2016 e Deeper dal 2019.

## Storia della società
Il gruppo Vixen Media Group è stato fondato nel 2014 dall'imprenditore e regista francese Greg Lansky, che allora agiva come amministratore delegato delle società GL Web Media e Strike 3 Holdings. Lansky ha raccontato che il suo intento era quello di creare e sviluppare contenuti di maggiore qualità i quali potessero essere considerati più "artistici" rispetto ai canoni tradizionali del cinema per adulti.
Blacked è stata la prima società creata del gruppo che si è specializzata in scene e film interrazziali con la partecipazione di attori pornografici afroamericani ed attrici bianche. Tre siti condividono lo stesso stile di produzione di alta qualità e sono distribuiti dalla Gamma Broadcast Group. Ad ottobre 2017 è stato creato Blacked Raw, una propaggine di Blacked specializzata nel genere gonzo
Il 14 gennaio 2020 il consiglio di amministrazione del Vixen Media Group ha annunciato che il cofondatore Greg Lansky ha venduto la sua intera partecipazione della società per dedicarsi ad altre attività imprenditoriali.

## Riconoscimenti
La casa di produzione ha vinto oltre 40 premi nei maggiori concorsi del settore tra i quali
AVN Awards
- 2015 - Best Interracial Release per Dani Daniels Deeper[8]
- 2016 - Best Ethnic/Interracial Series per My First Interracial[9]
- 2016 - Best Interracial Movie per Black And White 3[9]
- 2017 - Best Interracial Movie per My First Interracial 7[10]
- 2018 - Best Ethnic/Interracial Series per Black And White[11]
- 2018 - Best Interracial Movie per Interracial Icon 4[11]
- 2019 - Best Ethnic/Interracial Series per My First Interracial[12]
- 2019 - Best Interracial Movie per Interracial Icon 6[12]

XBIZ Awards
- 2015 - Interracial Release Of The Year per Dani Daniels Deeper[13]
- 2015 - Adult Site Of The Year - Niche[13]
- 2016 - Interracial Release Of The Year per Carter Cruise Obsession[14]
- 2017 - Interracial Release Of The Year per Interracial Orgies[15]
- 2018 - Studio Of The Year[16]
- 2019 - Vignette Series Of The Year per Blacked Raw V[17]
- 2020 - Vignette Series Of The Year per Blacked Raw[18]
- 2022 - Vignette Series Of The Year per Baddies[19]

XRCO Award
- 2015 - Best Ethnic Series per My First Interracial[20]
- 2016 - Best Ethnic Series per My First Interracial[21]
- 2017 - Best Ethnic Series per Black And White[22]
- 2018 - Best Ethnic Series per Interracial Icon[23]